# Église Saint-Michel de Zuienkerke
L'église Saint-Michel de Zuienkerke, Sint-Michielskerk en néerlandais, est une église située à Zuienkerke en Belgique. Elle fait partie du patrimoine immobilier classé de la Région flamande depuis le 19 janvier 1993.

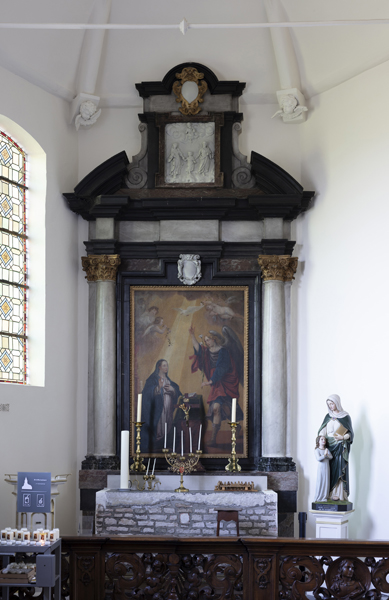
Autel latéral.
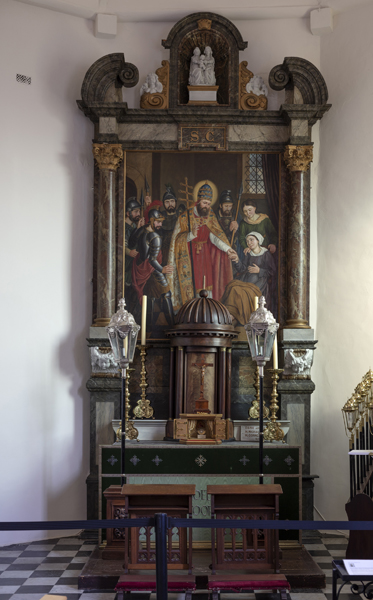
Autel (Pape Corneille) .
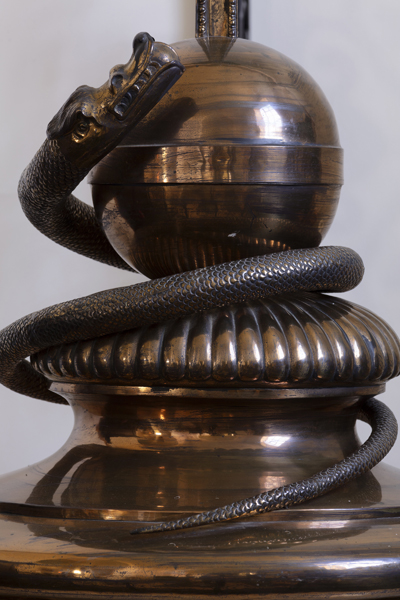
Font baptismal.
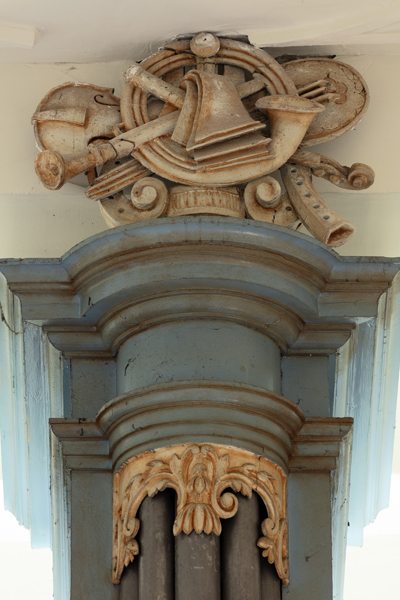
Orgue.
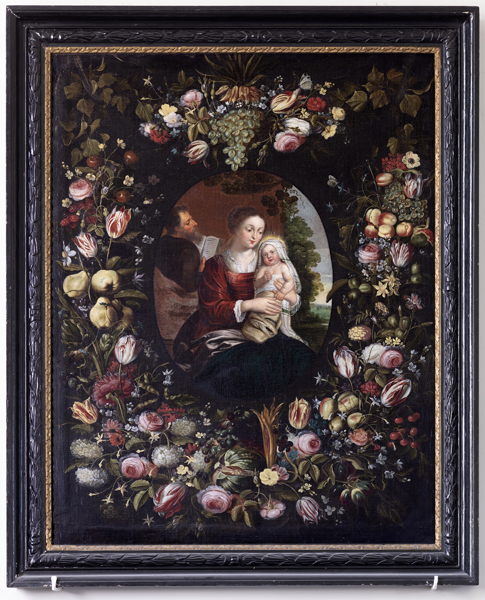
Sainte Famille (peinture de guirlande).